# HD72770
HD72770 — хімічно пекулярна зоря спектрального класу A0, що має видиму зоряну величину в смузі V приблизно  9,1.
Вона  розташована на відстані близько 25089,0 світлових років від Сонця.

## Пекулярний хімічний склад
Зоряна атмосфера HD72770 має підвищений вміст 
Cr
.